# Harriette Söderblom
Harriette Söderblom (folkbokförd  Harriette Maniette Wallenstråle), född 10 april 1925 i Brännkyrka församling i Stockholm, död 20 juli 2022 i Stockholm, var en svensk översättare och barnbibliotekarie. 
År 1989 grundade Söderblom och Monica Alpsten Svenska barnboksakademin, där hon utsågs till hedersledamot tillsammans med Astrid Lindgren och Tove Jansson. Söderblom är begravd på Sandsborgskyrkogården i Stockholm.

### Översättningar i urval
- Tre små flickor: gammal nordisk barnramsa (Geber, 1960)
- Ruth Underhill: Antilopsångaren (Antilope singer) (översatt tillsammans med Astrid Liljeblad, A & W/Geber, 1967)
- Mary och Michael Orrom: Den hemliga ponnyn (The secret pony) (AWE/Geber, 1977)
- Richard Scarry: Bilar (Cars and trucks) (Carlsen/if, 1979)
- Sibylle Birkhäuser-Oeri: Modern i saga och verklighet (Die Mutter im Märchen) (Centrum för jungiansk psykologi (CJP), 1995)
- Irma Müller-Nienstedt: Farväl till Mumindalen (Die Mumins für Erwachsene) (Centrum för jungiansk psykologi (CJP), 1997)
- Kirsten Boie: Hemliga King-Kong (King-Kong, das Geheimschwein) (Bergh, 2000)

## Priser och utmärkelser
- Gulliverpriset 1990
- Mickelpriset 1994

## Fotnoter
1. 1 2  Sveriges befolkning 2000, Sveriges Släktforskarförbund, 2020.[källa från Wikidata]
2. ↑  Dagens Nyheter. Dödsannons. Läst 21 augusti 2022.
3. 1 2  Christina Björk (9 augusti 2022). ”Till minne: Harriette Söderblom”. Dagens Nyheter. https://www.dn.se/familj/till-minne-harriette-soderblom/. Läst 9 augusti 2022.
4. ↑  Maniette Wallenstråle, Harriette på SvenskaGravar.se